# Calyptomyrmex arnoldi
Calyptomyrmex arnoldi är en myrart som först beskrevs av Auguste-Henri Forel 1913.  Calyptomyrmex arnoldi ingår i släktet Calyptomyrmex och familjen myror. Inga underarter finns listade.